# Visconde de Arbuthnott

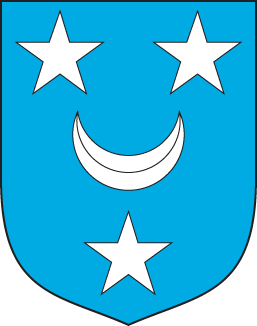
Brasão de Armas dos Viscondes de Arbuthnott

Visconde de Arbuthnott é um título do Pariato da Escócia. Foi criado em 1641, juntamente com o título subsidiário Lorde Inverbervie, para Sir Robert Arbuthnott. O Visconde de Arbuthnott é o chefe hereditário do Clã Arbuthnott.
Na época da morte do 16.º Visconde, em 2012, a família possuía o registro genealógico de pertencer a uma linhagem masculina ininterrupta, vivendo no mesmo local por mais de 800 anos. Por volta de 1188, Guilherme, o Leão, concedeu ao ancestral Hugh de Swinton as terras de Arbuthnott, onde a propriedade da família e a sede da associação do clã permanecem até hoje.
Todos os viscondes escoceses têm "de" em seus títulos, ao contrário dos viscondes ingleses, que são chamados simplesmente de "Visconde X". Entretanto, a maioria dos viscondes escoceses adotou a prática inglesa; apenas o Visconde de Arbuthnott e, em menor grau, o Visconde de Oxfuird, continuam a usar 'de'.
A sede da família é Arbuthnott House, Arbuthnott, perto de Inverbervie em Kincardineshire, embora o atual Visconde e sua esposa não vivam lá. Na verdade, o herdeiro aparente e sua família vivem na Arbuthnott House.

## Viscondes de Arbuthnott (1641)
- Robert Arbuthnot, 1.º Visconde de Arbuthnott (falecido em 1655)
- Robert Arbuthnot, 2.º Visconde de Arbuthnott (falecido em 1682)
- Robert Arbuthnot, 3.º Visconde de Arbuthnott (1663–1694)
- Robert Arbuthnot, 4.º Visconde de Arbuthnott (1686–1710)
- John Arbuthnot, 5.º Visconde de Arbuthnott (1692–1756)
- John Arbuthnot, 6.º Visconde de Arbuthnott (também conhecido como Lorde Rico)[3] (1703–1791). Filho de John Arbuthnot de Fordoun, irmão do 2.º Visconde. Pai do 7.º Visconde.[4]
- John Arbuthnot, 7.º Visconde de Arbuthnott (1754–1800) Contestou a legalidade das ações de seu falecido pai, que incluíam a concessão de arrendamentos por longos períodos com aluguéis baixos."[5]
- John Arbuthnott, 8.º Visconde de Arbuthnott (1778–1860)
- John Arbuthnott, 9.º Visconde de Arbuthnott (1806–1891)
- John Arbuthnott, 10.º Visconde de Arbuthnott (1843–1895)
- David Arbuthnott, 11.º Visconde de Arbuthnott (1845–1914)
- William Arbuthnott, 12.º Visconde de Arbuthnott (1849–1917)
- Walter Charles Warner Arbuthnott, 13.º Visconde de Arbuthnott (1847–1920)
- John Ogilvy Arbuthnott, 14.º Visconde de Arbuthnott (1882–1960)
- (Robert) Keith Arbuthnott, 15.º Visconde de Arbuthnott (1897–1966)
- John Campbell Arbuthnott, KT, CBE, DSC, 16.º Visconde de Arbuthnott (1924–2012)
- (John) Keith Oxley Arbuthnott, 17.º Visconde de Arbuthnott (nascido em 1950)

O herdeiro aparente é o único filho do atual titular, o Honorável Christopher Keith Arbuthnott, Mestre de Arbuthnott (n. 1977).
O herdeiro aparente do herdeiro aparente é seu único filho, Alexander Nicholas Keith Arbuthnott (nascido em 2007).